# Аргентина на зимних Олимпийских играх 1948
Аргентина принимала участие в Зимних Олимпийских играх 1948 года в Санкт-Морице (Швейцария) после двадцатилетнего перерыва, во второй раз за свою историю, но не завоевала ни одной медали. Сборную страны представляла 1 женщина.

## Состав и результаты олимпийской сборной Аргентины

### Бобслей
Спортсменов — 4
Мужчины
| Соревнование | Спортсмены                                                          | 1 заезд   | 1 заезд | 2 заезд   | 2 заезд | 3 заезд   | 3 заезд | 4 заезд   | 4 заезд | Итоговый результат | Итоговое место |
| Соревнование | Спортсмены                                                          | Результат | Место   | Результат | Место   | Результат | Место   | Результат | Место   | Итоговый результат | Итоговое место |
| ------------ | ------------------------------------------------------------------- | --------- | ------- | --------- | ------- | --------- | ------- | --------- | ------- | ------------------ | -------------- |
| Двойки       | Марсельо де Риддер Эктор Томаси                                     | 1:29,20   | 16      | 1:28,50   | 16      | 1:27,80   | 15      | 1:27,30   | 15      | 5:52,8             | 15             |
| Четвёрки     | Хусто дель Карриль Сальвадор Корреа Марсельо де Риддер Эктор Томаси | 1:20,50   | 12      | 1:23,40   | 12      | 1:24.50   | 12      | 1:24,50   | 10      | 5:32,90            | 12             |